# Conda (Paketverwaltung)
Conda ist ein Kommandozeilentool und eine Paketverwaltung für beliebige Programmiersprachen, wird aber hauptsächlich für Python, R, Node.js und Java eingesetzt. Ursprünglich war es Teil der Python-Distribution Anaconda. Inzwischen ist es aber ein eigenständiges Open-Source-Softwarepaket, das beispielsweise auch von Miniconda verwendet wird. Ein weiteres Anwendungsbeispiel ist Bioconda, eine Distribution von Software auf dem Gebiet der Bioinformatik.
Conda ist eine häufig genutzte Alternative zu pip, der Standardpaketverwaltung für Python, u. a. weil es Paketabhängigkeiten besser prüft als dieses. Beide Paketverwaltungen sind interoperabel und können somit auch parallel eingesetzt werden. In der Fachliteratur wird allerdings dazu geraten, beim Einsatz von Conda nur die Pakete über pip zu installieren, die sich nicht über Conda installieren lassen, da Conda die mit pip installierten Pakete andernfalls überschreiben könnte. Zudem bündelt Conda die Funktionen von virtualenv und Buildout. Die Python-Entwickler empfehlen es für die Verwaltung vollständig integrierter plattformübergreifender Softwarestacks insbesondere für das wissenschaftliche Umfeld. Dafür unterstützt Conda auch die PowerShell von Microsoft.